# Matija Špikić
Matija Špikić (Koprivnica, 3. travnja 1996.) hrvatski je rukometaš.

## Klupska karijera
Porijeklom je iz Ludbrega. Matija Špikić igrao je za GRK Varaždin 1930 do 2018. godine. Zatim je otišao u Švedsku gdje je jednu sezonu igrao za AIK Handboll. Godine 2019. preselio se u Grčku kako bi igrao za Olympiakos CFP. Godine 2020. potpisao je ugovor u Norveškoj za Kristiansand IF. Nakon dvije godine u Norveškoj, vratio se u Švedsku 2022. i igrao za Eskilstuna Guif. Godine 2023. preselio se u njemačku prvoligašku momčad ThSV Eisenach.

## Reprezentativna karijera
Pozvan je za pripremne utakmice za Svjetsko rukometno prvenstvo u Hrvatskoj, Danskoj i Norveškoj 2025. godine.